# El plato para comer saludable

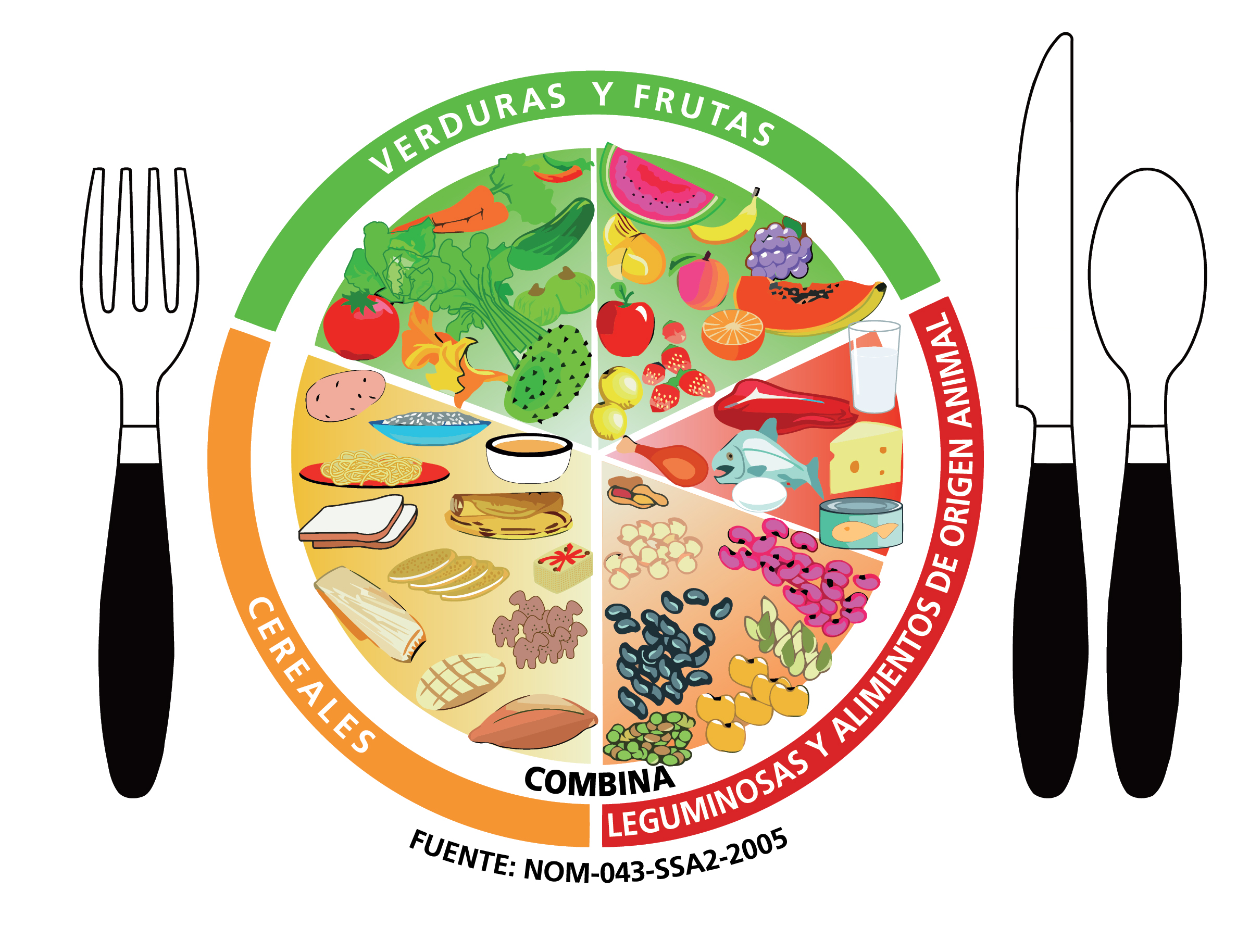
Plato del buen comer

El plato para comer saludable o plato del bien comer (en inglés: Plate of good eating) es una guía de nutrición, que sugiere cantidades de cada categoría de alimentos que un ser humano debe comer todos los días. La pirámide de alimentación saludable está destinada a proporcionar una guía de alimentación más sólida que la pirámide alimentaria creada por el Departamento de Agricultura de los Estados Unidos (USDA) o en otros países como México por la Organización Mundial de la Salud.
Tiene como objetivo incluir investigaciones más recientes en salud dietética que no están presentes en la guía de 1992 del USDA. La pirámide original del USDA había sido criticada por no diferenciar entre cereales refinados y cereales integrales, entre grasas saturadas e insaturadas, y por no poner suficiente énfasis en el ejercicio y el control de peso. La versión más reciente de la guía del USDA recoge las recomendaciones de la guía de Harvard.
La respuesta se basa en proporciones de alimentos calculo cantidad varía según el individuo. Básicamente:
- Frutas y verduras: la mitad de la ingesta diaria (excluyendo la patata).
- Granos (legumbres) integrales, una cuarta parte de la ingesta diaria.
- Proteína (carne, frutos secos) una cuarta parte de la ingesta diaria.

Aparte, recomienda:
- Usar aceites saludables evitando los parcialmente hidrogenados (que contienen grasas trans).
- Tomar agua, café, o infusiones (limitando la leche, productos lácteos y zumos).
- Mantenerse activo.

## Grupo de frutas y verduras

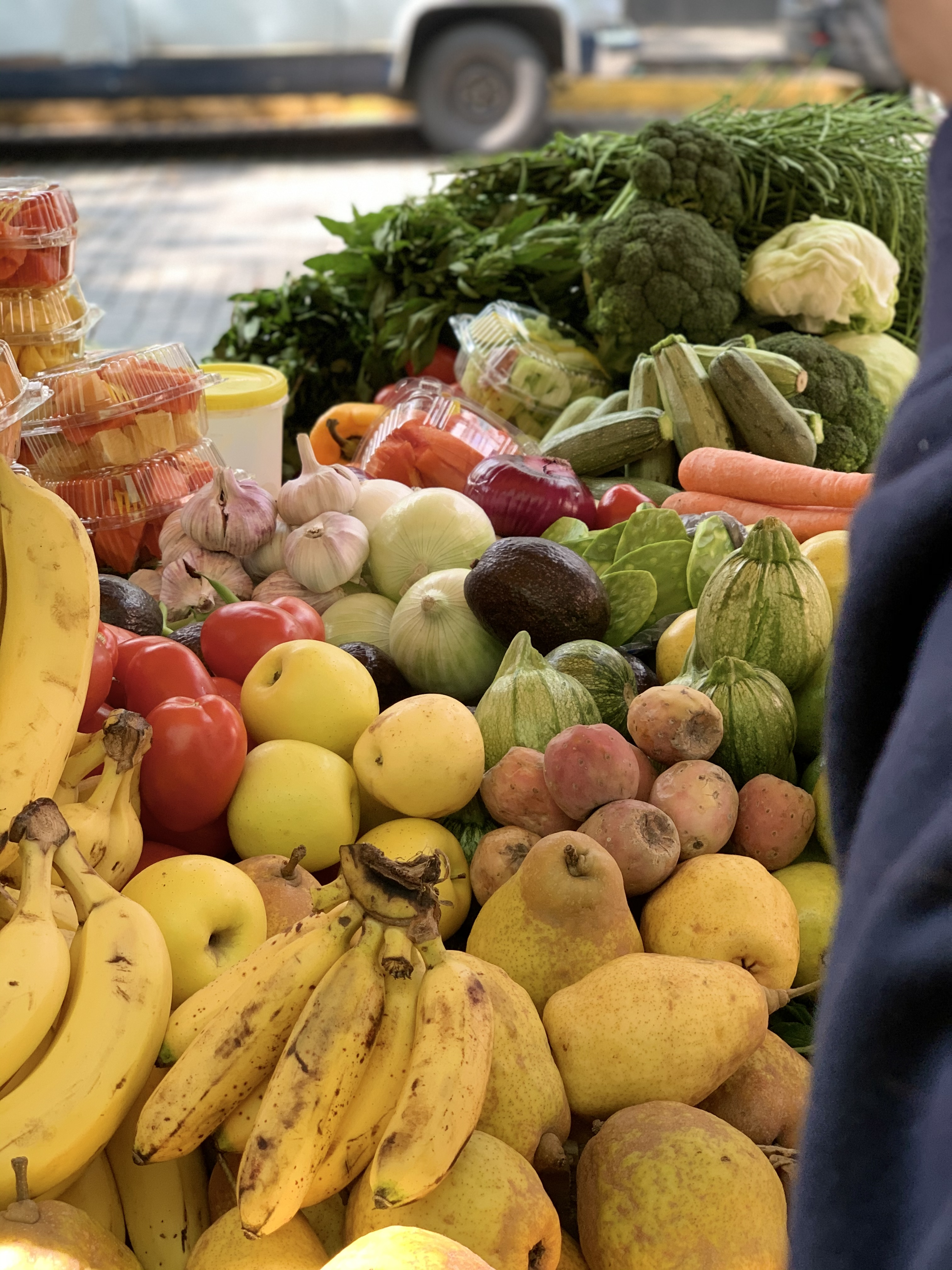
Frutas y Verduras

Son fuente de vitaminas, minerales y fibra que ayudan al buen funcionamiento del cuerpo humano, permitiendo un adecuado crecimiento, desarrollo y estado de salud.
- Manzana
- Naranja
- Plátano
- Papaya
- Lechuga
- Jitomate
- Brócoli
- Zanahoria
- Chile

Beneficio: Son una rica fuente de vitaminas, minerales, agua y fibra. Reducen el riesgo de padecer hipertensión y enfermedades coronarias.

## Grupo de cereales y tubérculos

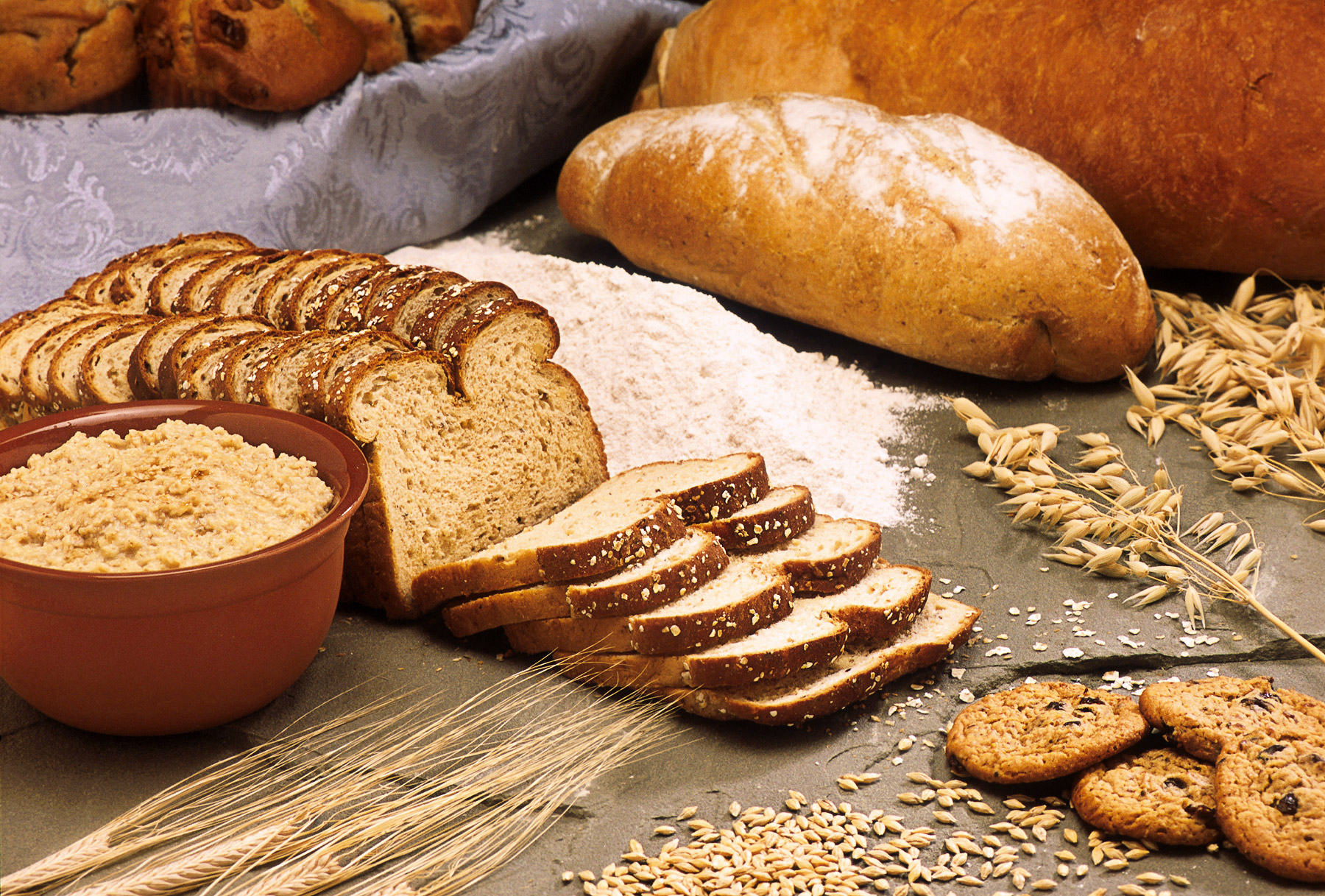
Cereales y Tubérculos

Son fuente principal de la energía que el organismo utiliza para realizar sus actividades diarias, como: correr, trabajar, jugar, estudiar, bailar, etc. También son fuente importante de fibra cuando se consumen enteros.
- Pan
- Tortilla
- Galletas
- Pastas
- Arroz
- Elote
- Papa

Beneficio: Son fuente de energía, proporcionan hidratos de carbono, vitaminas, minerales y fibra. En su forma integral reducen el riesgo de enfermedades cardiovasculares.

## Grupo de leguminosas y alimentos de origen animal

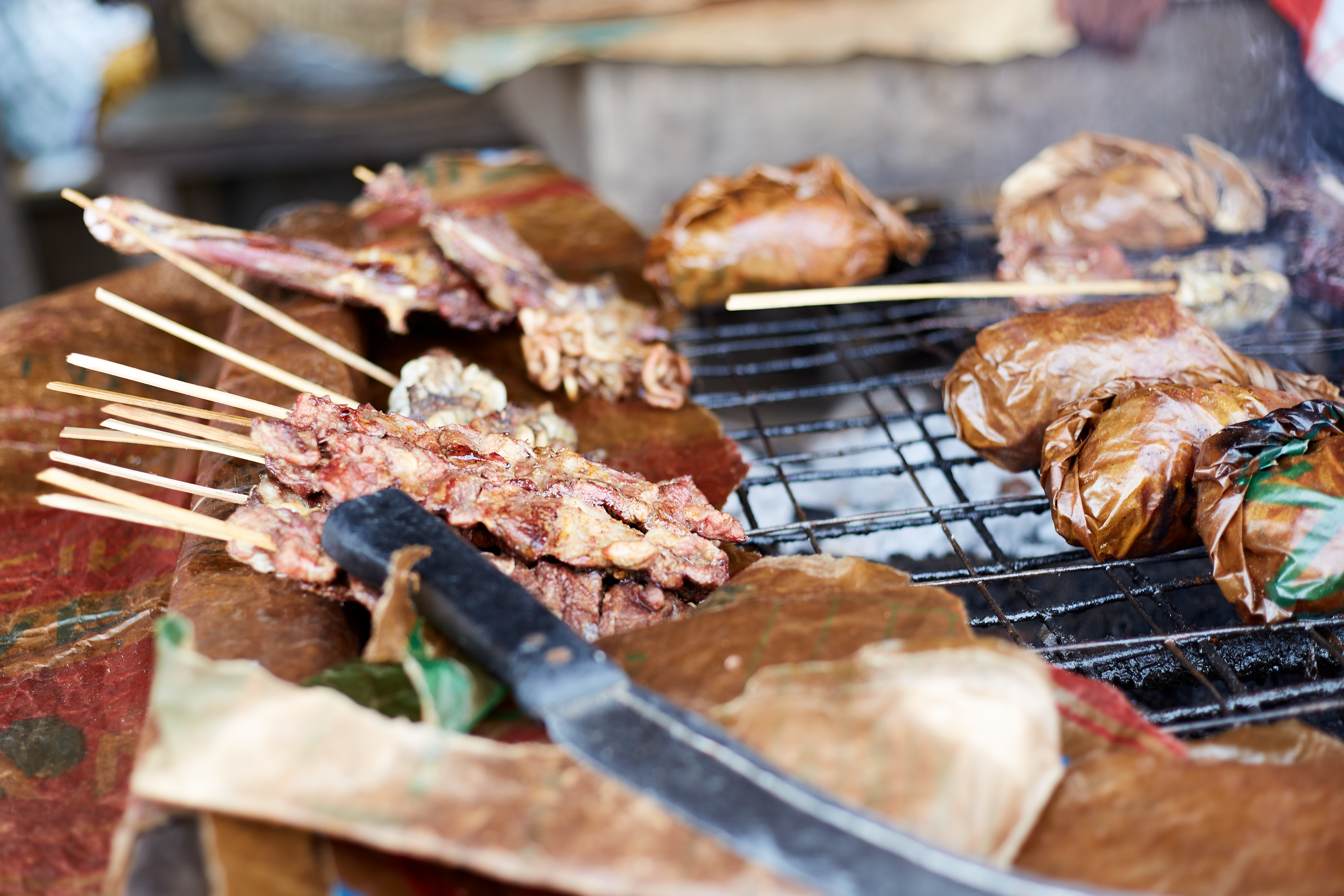
Alimento de origen animal

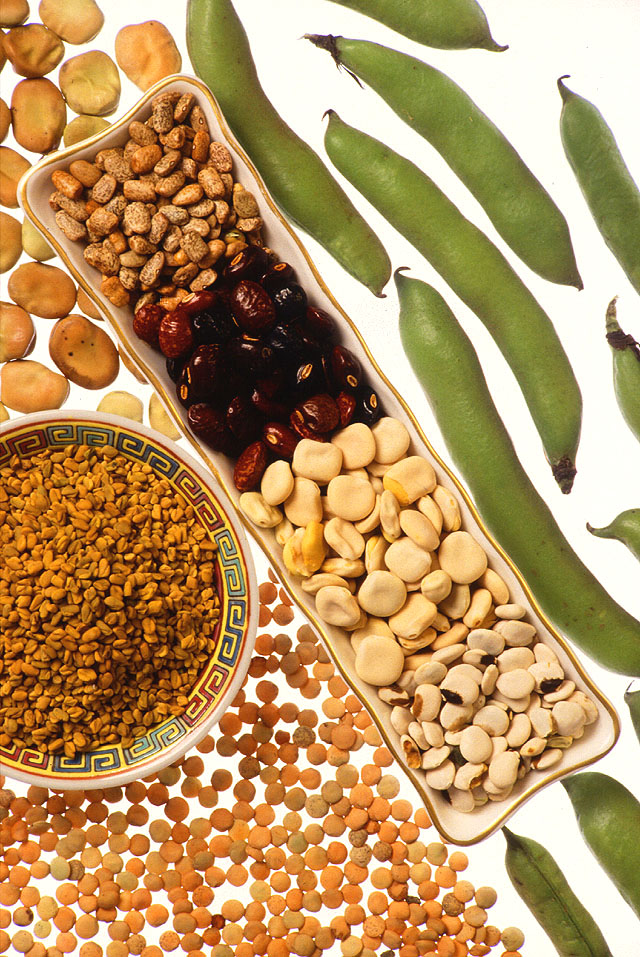
Legumbres

Proporcionan principalmente proteínas que son necesarias para el crecimiento y desarrollo de los niños, para la formación y reparación de tejidos.
- Frijoles
- Habas
- Lentejas
- Garbanzos
- Pescado
- Pollo
- Res
- Huevo
- Lácteos

Beneficio: Proporcionan proteínas, vitaminas y minerales, aunque es recomendable moderar el consumo de carnes rojas y huevo.

## Alimentación correcta

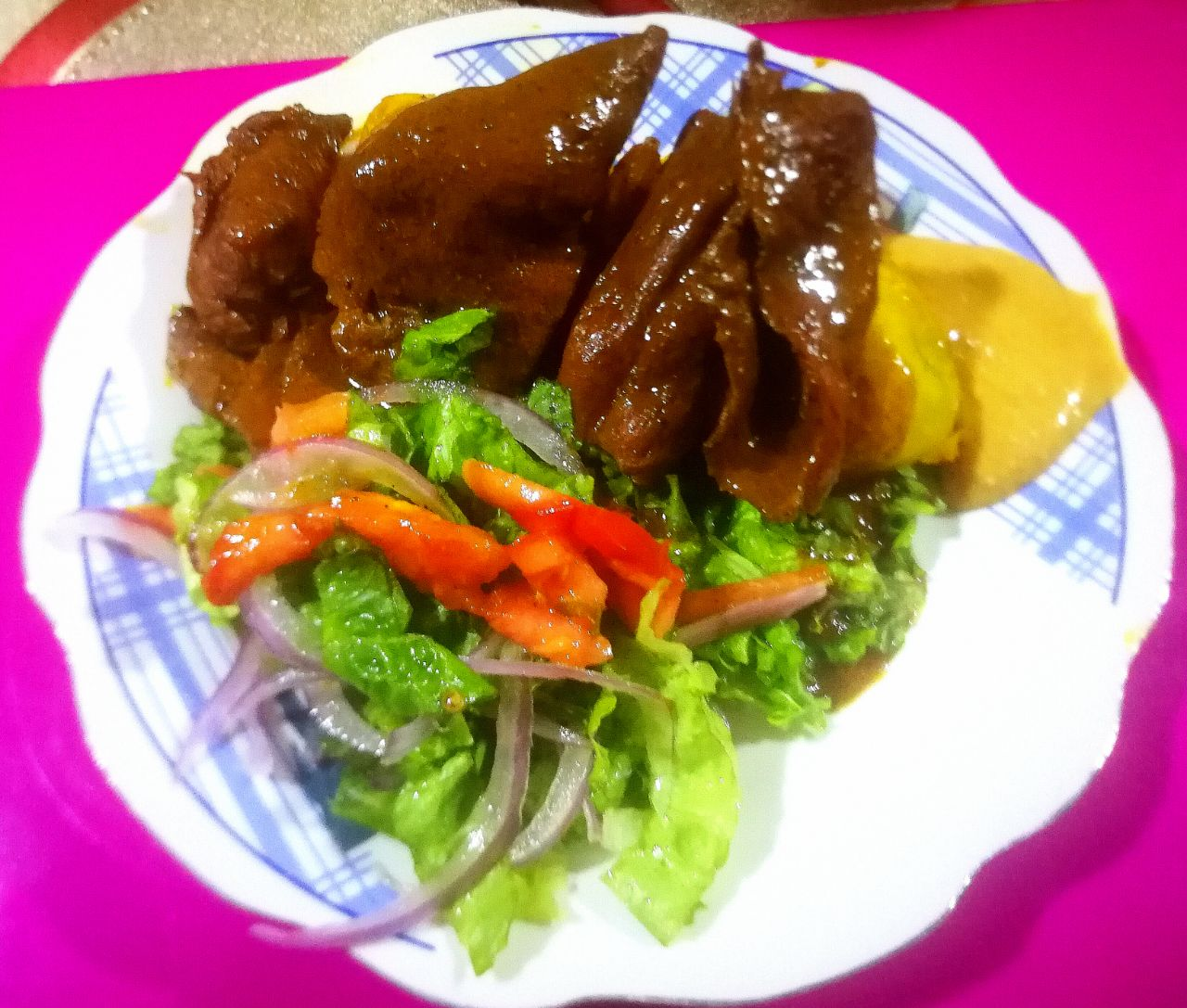
Plato Completo

La finalidad del plato del buen comer es lograr que las personas que tienen una alimentación saludable la conserven, además de reorientar los patrones alimentarios deficientes hacia otros más saludables que les permitan no sólo recuperar su peso normal, sino que les ayude a prevenir enfermedades y a mantenerse saludables.Tener una alimentación correcta debe ser:
Completa - Incluir por lo menos un alimento de cada grupo en cada desayuno, comida y cena
Equilibrada - Que los nutrimentos guarden las proporciones, entre sí al integrar en el desayuno, comida y cena alimentos de los tres grupos.
Suficiente - Para cubrir las necesidades nutricionales de cada persona de acuerdo a edad, sexo, estatura, actividad física o estado fisiológico.
Variada - Que incluya diferentes alimentos de los tres grupos en cada tiempo de comida.
Higiénica - Que se preparen, sirvan y consuman con limpieza.
Adecuada - A los gustos, costumbres y disponibilidad de los mismos.
La alimentación es clave para garantizar la salud y el desarrollo humano. Así, si siguen una dieta correcta podrán evitar enfermedades como el colesterol, el sobrepeso, la caries, la anemia, la diabetes, el cáncer, además de potenciar el desarrollo de sus habilidades y capacidades motrices y mentales. Pero, si su dieta es insuficiente o rica en alimentos perjudiciales, es probable que desarrolle alguna de las enfermedades antes indicadas y que tenga problemas para estudiar, concentrarse, dormir, etc.
La base de una alimentación sana es la variedad y el equilibrio. Hay que comer de todo de manera moderada, potenciando los alimentos más sanos como las frutas o las verduras, y evitando los menos saludables como las grasas o los azúcares. Una buena forma de saber qué debe comer es seguir el plato del buen comer, una representación gráfica sencilla que ha sustituido desde hace unos años a la clásica pirámide nutricional.

## El plato del bien comer en México.

#### Características:
El Plato del Bien Comer se creó para orientar a la población mexicana hacia una alimentación balanceada, mostrándonos cuáles son los diferentes grupos de alimentos y cómo debemos combinarlos en nuestra alimentación diaria.
Los alimentos están distribuidos en el Plato del Bien Comer en tres grandes grupos, según sus características y por los nutrimentos que nos aportan.

#### Divisiones
En  cuanto  a  las  divisiones  de  los  grupos  de  alimentos,  los tres son del mismo tamaño. La diferencia es que en el  grupo  verde  hay  una  división  a  la  mitad,  que  establece una misma proporción de verduras y frutas; y en el  grupo  rojo  dos  terceras  partes  para  las  leguminosas,  y una tercera parte para los alimentos de origen animal. Estas últimas proporciones están fundamentadas, principalmente, en la cuestión económica, pues las verduras y  las  leguminosas  son  más  baratas  que  las  frutas  y  los  alimentos de origen animal.

#### Colores
El  verde  representa  el  grupo  de  verduras  y  frutas  que  aportan  vitaminas,  minerales,  fibra  y  carbohidratos.  Especialmente  en  las  frutas,  brinda  colorido,  versatilidad  y  hace  a  los  platillos  más  atractivos.  El  color  amarillo representa el grupo de cereales, los cuales aportan energía  y  fibra.  El  color  rojo  representa  el  grupo  de  leguminosas y alimentos de origen animal; las primeras aportan fibra, los segundos contienen colesterol y grasas  saturadas  en  algunos  alimentos,  y  ambos  tipos  de  alimentos aportan proteína.

#### Combina
El término “combina” se utiliza porque el equipo desarrollador  buscó  recuperar  el  sistema  que  reconocen  como  “cereal  +  leguminosa”,  combinando  cereales  con  leguminosas  para  mejorar  la  calidad  proteica  y  el  índice glucémico de los alimentos.

#### Alimentos ilustrados
Se muestran las verduras y las frutas regionales de estación.  Se  muestran  cereales  de  grano  entero,  procesados  y  añadidos  con  azúcar.  Las  leguminosas  muestran  igualmente  la  gran  variedad  presente  en  México,  y  los  alimentos  de  origen  animal  muestran  carnes  magras  y  lácteos descremados. 

Alimentos saludables

#### Recomendaciones para el uso del Plato del Bien Comer
- Incluye en cada tiempo de comida (desayuno, comida y cena) por lo menos un alimento de cada uno de los tres grupos de alimentos.
- Varía los alimentos de un día a otro. Dale color y variedad a tus platillos incluyendo diferentes opciones de los tres grupos de alimentos, así podrás obtener los distintos nutrimentos necesarios para una alimentación saludable.
- La cantidad de energía que necesitas cada día depende de tu edad, sexo, peso, estatura, actividad física y otros factores; consulta a tu nutriólogo para una mayor orientación.
- Consume grasas, azúcar y sal con moderación. Prefiere los aceites vegetales en vez de manteca, mantequilla o margarina.
- Toma alrededor de 8 vasos de agua natural al día.[8]

#### Recetas prácticas para aplicar el Plato del Bien Comer
Conocer los principios del Plato del Bien Comer es el primer paso para mejorar nuestros hábitos alimenticios, pero llevarlos a la práctica requiere ideas concretas que nos inspiren a cocinar de forma equilibrada, variada y deliciosa. Las recetas que presentamos a continuación están diseñadas para combinar de manera armónica los tres grupos de alimentos que recomienda esta guía: frutas y verduras, cereales de preferencia integrales, y leguminosas o alimentos de origen animal.
Cada propuesta busca mantener el balance entre nutrientes, respetar las porciones sugeridas y aprovechar ingredientes frescos y accesibles. Además, se incluyen preparaciones sencillas que pueden adaptarse a distintos gustos, presupuestos y necesidades, fomentando así la adopción de una alimentación saludable en la vida diaria.
Estas recetas no solo nutren el cuerpo, sino que también promueven el disfrute de los alimentos, el rescate de sabores tradicionales y la conciencia sobre lo que consumimos. De esta manera, transformamos las recomendaciones del Plato del Bien Comer en experiencias culinarias prácticas, fáciles y llenas de sabor.
Te dejamos algunas recetas saludables del Plato del Buen Comer, en la que cada receta asegura que obtienes todos los nutrientes necesarios en cada platillo.

## Plato del Bien Comer y la Jarra del Buen Beber

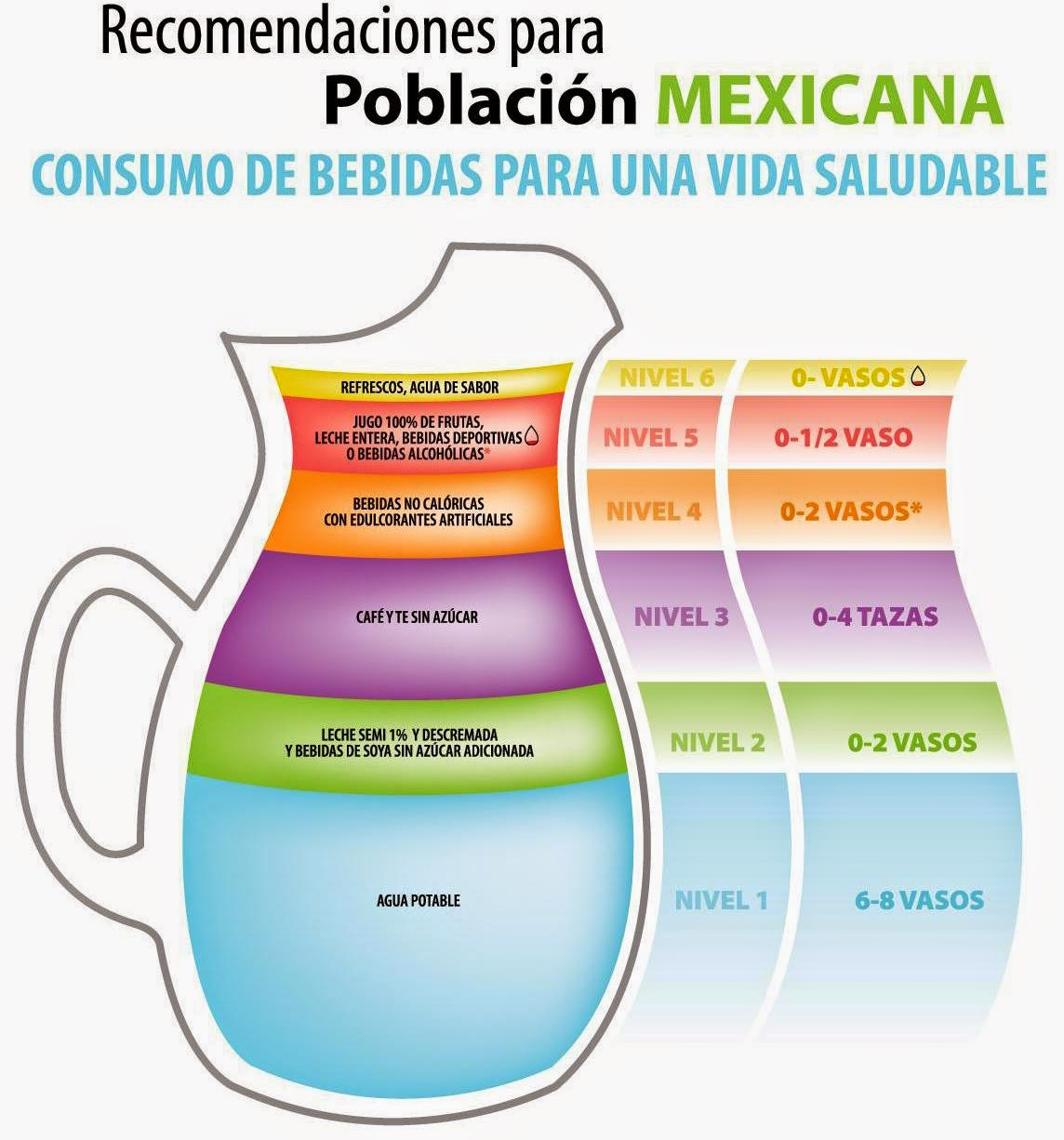
Jarra del buen beber

El Plato del Bien Comer y la Jarra del Buen Beber son guías alimentarias oficiales de México diseñadas para promover hábitos saludables y prevenir enfermedades relacionadas con la mala nutrición, como la obesidad, la diabetes y las enfermedades cardiovasculares. Aunque cada una se centra en un aspecto distinto de la dieta, ambas se complementan para lograr una alimentación equilibrada.
La Jarra del Buen Beber establece recomendaciones sobre la cantidad y calidad de líquidos que deben consumirse, priorizando el agua simple potable como la mejor fuente de hidratación, seguida de opciones como leche descremada o sin grasa, café o té sin azúcar, y evitando refrescos, bebidas azucaradas y alcohol.
La relación entre ambas radica en que la alimentación saludable no depende solo de lo que comemos, sino también de lo que bebemos. El Plato del Bien Comer promueve una dieta equilibrada en nutrientes, mientras que la Jarra del Buen Beber asegura una adecuada hidratación y control de calorías líquidas. En conjunto, constituyen una estrategia integral de educación nutricional que fomenta un estilo de vida saludable para todas las edades.